# کی‌کان
کی‌کان (انگلیسی: KCON; Korea Convention) یک جشنواره سالانه است که در مکان‌های مختلف در سراسر جهان برگزار می‌شود و توسط Koreaboo ساخته شده و توسط سی‌جی ئی‌اندام سازماندهی می‌شود. نخستین بار در کالیفرنیا جنوبی در سال ۲۰۱۲ برگزار شد و از سال ۲۰۲۲ به ده کشور گسترش یافته است. در سال ۲۰۱۵، کی‌کان در ژاپن برگزار شد و سپس به سرعت اولین کی‌کان یواِس‌ای در ساحل شرقی آمریکا برگزار شد. در سال ۲۰۱۶، کی‌کان به ابوظبی، امارات متحده عربی و پاریس، فرانسه گسترش یافت. در ژانویه ۲۰۱۷، کی‌کان اعلام کرد که میزبان اولین کی‌کان مکزیک در مکزیکوسیتی در ۱۷ و ۱۸ مارس خواهد بود.